# Kleitos
Kleitos, död 328 f. Kr., var en makedonisk general i Alexander den stores armé.
Kleitos var general, blev senare hippark och satrap över Baktrien. Kleitos motsatt sig häftig Alexanders svaghet för orientaliska seder, och vid ett upphetsat tillfälle dödades han av Alexander i vredesmod.